# Santo Domingo de las Granadas
Santo Domingo de las Granadas är en ort i Mexiko.   Den ligger i kommunen Comitán Municipality och delstaten Chiapas, i den sydöstra delen av landet, 800 km öster om huvudstaden Mexico City. Santo Domingo de las Granadas ligger 1 598 meter över havet och antalet invånare är 519.
Terrängen runt Santo Domingo de las Granadas är kuperad åt nordväst, men åt sydost är den platt. Santo Domingo de las Granadas ligger nere i en dal. Runt Santo Domingo de las Granadas är det ganska tätbefolkat, med 100 invånare per kvadratkilometer. Närmaste större samhälle är Comitán, 7,1 km söder om Santo Domingo de las Granadas. I omgivningarna runt Santo Domingo de las Granadas växer huvudsakligen savannskog.